# Panorama of Ealing from a Moving Tram
Panorama of Ealing from a Moving Tram (pl. Panorama Ealing z jadącego tramwaju) – film niemy, nakręcony w Ealing w środę 10 lipca 1901 roku z okna elektrycznego tramwaju. Jest jednym z czterech filmów nakręconych tego dnia z inicjatywy Cliftona Robinsona z London United Tramways i dokumentujących otwarcie pierwszej sieci tramwajowej w Londynie (pozostałe filmy to: Distinguished Guests Leaving the Power House, The First Trams Leaving Sheperd's Bush for Southall oraz Panorama at Ealing Showing Lord Rothschild Declaring Line Open). 
Film ma ok. 80 sekund. Został wyprodukowany przez Biograph Company. Kopia zachowała się do dziś w stosunkowo dobrym stanie (prawdopodobnie dlatego, że miała znaczenie głównie lokalne i nie była tak bardzo eksploatowana).